# 亞美尼亞—俄羅斯關係

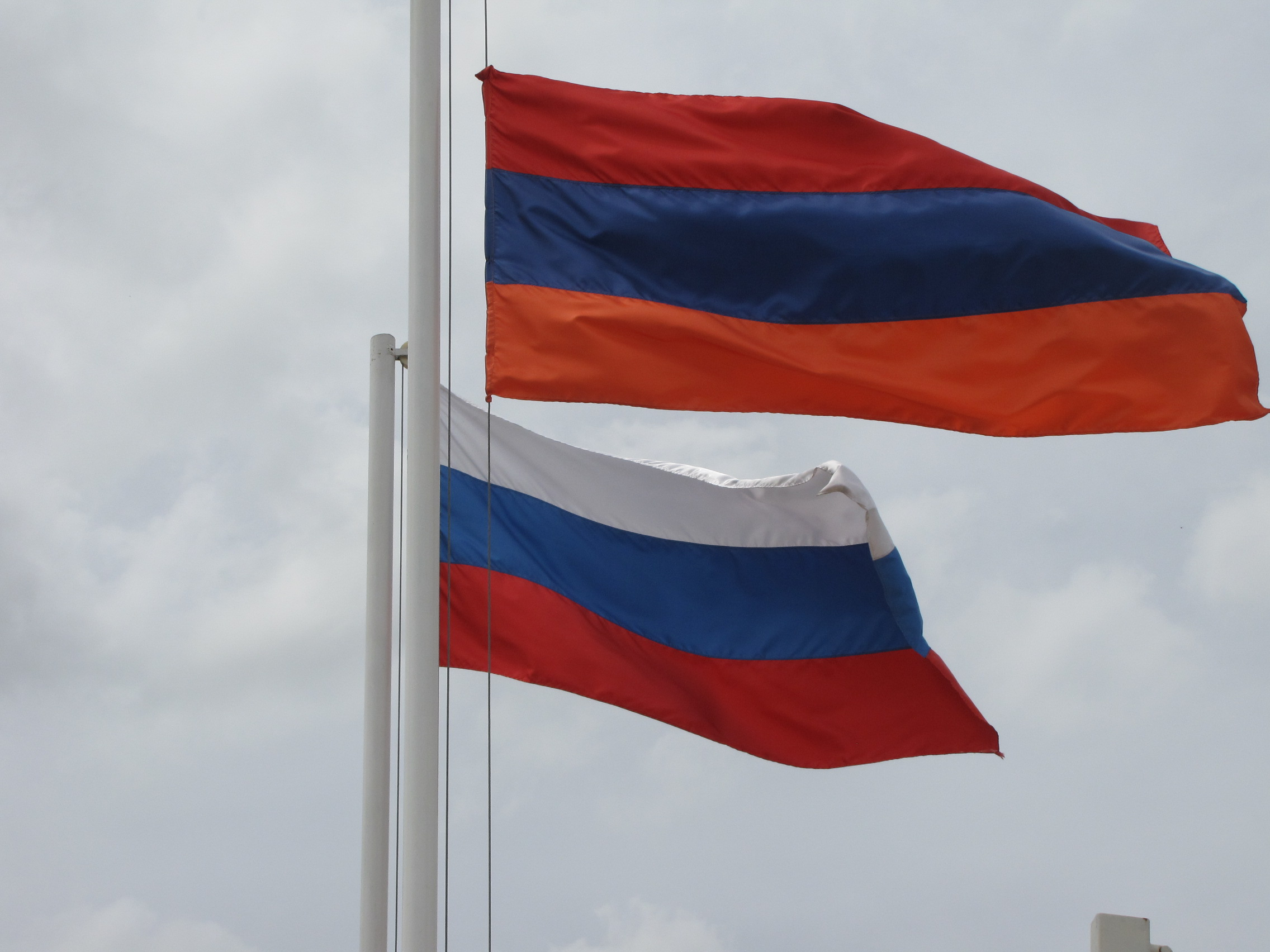
亚美尼亚國旗（上）和俄罗斯國旗（下），攝於久姆里

亞美尼亞－俄羅斯关系，或简称亚俄關係、俄亚關係，是指俄羅斯聯邦和亞美尼亞共和國之間的雙邊關係。兩國是戰略盟友，並與伊朗在高加索地區形成一個「軸」。部分没有在亚美尼亚开设常任大使馆的国家，亦委派驻俄罗斯大使兼辖对亚美尼亚的相关事务。

## 歷史
現代亞美尼亞和俄羅斯之間的外交關係建立於1992年4月3日，但自19世紀初起，俄羅斯在亞美尼亞歷史扮演重要角色，兩國歷史關係源於1828年俄羅斯帝國從波斯手上取得東亞美尼亞。此外，俄羅斯經常被視為是奧斯曼帝國境內包括亞美尼亞人在內的基督教徒的保護者。
2013年9月，亞美尼亞在加入俄羅斯主導的歐亞關稅同盟或簽署與歐盟的聯合協議中選擇了前者：亞美尼亞總統謝爾日·薩爾基相宣布該國將加入關稅同盟。2013年12月2日，俄羅斯總統普京抵達亞美尼亞進行正式訪問，兩國元首首先商討亞美尼亞加入關稅同盟一事，並簽署了12份有關安全、經濟、能源等關鍵領域的協議；俄羅斯又降低亞美尼亞購買天然氣須付的價格，並擴大俄羅斯在亞美尼亞的軍事基地。
有評論認為，2015年的久姆里槍擊案和反電力價格上升示威可能令亞美尼亞出現反俄情緒，总部位于欧盟和美国的大量非政府组织（NGO）在亚美尼亚的存在也使俄罗斯担忧。2018年天鹅绒革命爆发后，克里姆林宫保持谨慎态度。虽然俄总理梅德韦杰夫与亚美尼亚代总理卡倫·卡拉佩特揚通电话并表示支持亚美尼亚人民，俄外交部发言人扎哈罗娃在社交网站推特称：“亚美尼亚，俄罗斯永远和你在一起”。但在继任总理的尼科尔·帕希尼扬执政期间，其内阁成员的亲西方倾向加剧了俄罗斯对帕希尼扬新政权的疑虑。此时前政府的親俄领导人，包括亚美尼亚前总统科恰良和集安组织秘书长哈恰图罗夫等在内的多人均被逮捕，俄罗斯与亚美尼亚的关系開始走下坡路。
自2020年納戈爾諾-卡拉巴赫戰爭爆發後，俄罗斯知名人士将帕希尼扬称为“亲美傀儡”，并预测埃里温将为帕希尼扬疏远莫斯科付出高昂的代价，而帕希尼揚則抱怨俄羅斯根本就沒幫多少忙。2023年3月，亚美尼亚宪法法院批准该国加入国际刑事法院。因普京在入侵乌克兰之后被其通缉，两国关系更加恶化，隨後俄罗斯決定禁止从亚美尼亚进口乳制品。不過亞美尼亞方面表示如果俄羅斯總統普京來到該國，該國不會逮捕普京。5月22日，亞美尼亞總理對俄羅斯在亞美尼亞遭逢亞塞拜然軍事威脅之際未能提供保護日益不滿，揚言可能退出俄羅斯主導的安全集團。
2024年5月22日，亚美尼亚总理尼科尔·帕希尼扬在议会向政府质询期间表示，至少有两个集体安全条约组织成员国实际上帮助阿塞拜疆为2020年开始的针对亚美尼亚的战争做准备，目的是结束亚美尼亚独立国家的存在。6月12日，尼科尔·帕希尼扬指责莫斯科领导的集体安全条约组织未能履行其义务，并计划与阿塞拜疆一起对亚美尼亚发动战争，将在决定的时候退出集体安全条约组织。并且宣布在亚历山大·卢卡申科担任白俄罗斯领导人期间，阿美尼亚所有官方代表都不会访问白俄罗斯。
2024年8月18日，俄罗斯总统弗拉基米尔·普京访问亚美尼亚宿敌阿塞拜疆，克里姆林宫称会谈涉及双边关系和国际和地区问题，还将讨论「解决阿塞拜疆和亚美尼亚之间的问题」。会后，普京计划向亚美尼亚总理尼科尔·帕希尼扬通报会谈结果。8月20日，亚美尼亚外交部批评俄罗斯外交部长谢尔盖·拉夫罗夫在配合普京访问阿塞拜疆的官网上，称埃里温正在破坏该地区贸易路线的努力，反指拉夫罗夫的指控「让人质疑俄罗斯在亚美尼亚和阿塞拜疆关系正常化进程中的建设性参与」，并提到总理尼科尔·帕希尼扬的和平计划项目已经得到国际社会的广泛认可，敦促俄罗斯不要破坏南高加索地区的和平努力。9月18日，帕希尼扬在一场论坛上就恢复参与集体安全条约组织的可能性发表观点时，他表示「亚美尼亚冻结了集体安全条约组织的成员资格，不仅因为集体安全条约组织没有履行确保亚美尼亚安全的义务，而且还因为集体安全条约组织对亚美尼亚的安全、其进一步的存在、主权和国家地位构成了威胁」，并警告若继续不回应亚美尼亚的提问，与该组织的关系越接近「不归路」，并且不排除亚美尼亚如果看到真正的机会的话将采取加入欧盟的方针。
2025年1月15日，亚美尼亚外交部召见俄罗斯大使谢尔盖·科皮尔金，以抗议俄罗斯宣传家德米特里·基谢廖夫在1月12日主持的“Vesti Nedeli”节目中，发表针对亚美尼亚主权和领土完整的虚假言论。

## 旅遊

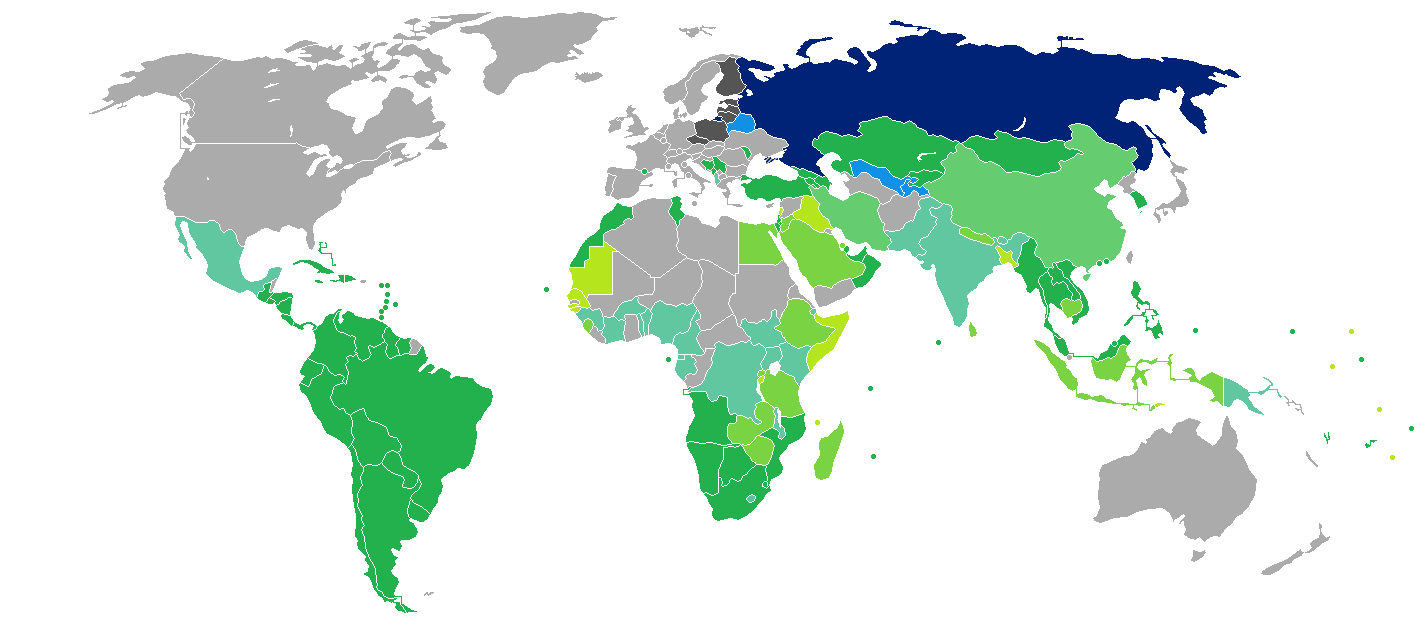
俄罗斯公民可以内部护照免签证入境亚美尼亚。

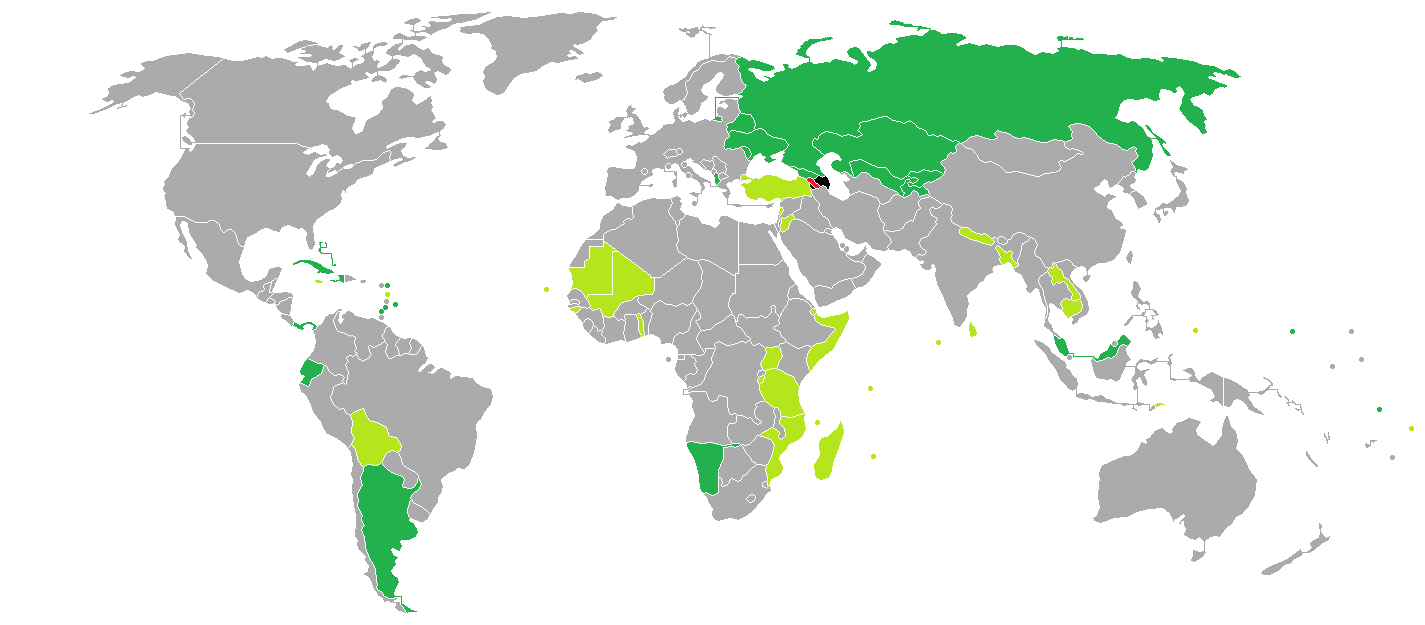
持亚美尼亚護照的亚美尼亚公民可以免签证入境入境俄罗斯。

### 簽證
參見：亚美尼亚签证政策和亚美尼亚公民签证要求
以及：俄罗斯簽證政策和俄罗斯公民簽證要求
两国相互给予对方国家免签证入境待遇，俄罗斯公民只需使用公民身份证即可以免签证入境亚美尼亚，停留最多180天而持亚美尼亚護照的亚美尼亚公民，不限入境目的，可以免签证入境入境俄罗斯，停留最多90天。

## 軍事關係
俄羅斯和亞美尼亞的軍事合作旨在保障兩國的安全。亞美尼亞武裝力量參與獨聯體的防空，兩國的防務部門亦有合作。俄羅斯102號軍事基地位於亞美尼亞境內，負責守衛亞美尼亞與土耳其和伊朗的邊界。102號軍事基地總司令在接受採訪時曾指，如阿塞拜疆決定武力恢復納戈爾諾-卡拉巴赫的管轄權，俄羅斯有機會因集體安全條約組織框架內規定的義務，介入武裝衝突。但在2020年納戈爾諾-卡拉巴赫戰爭中，普京表示俄羅斯僅在亞美尼亞本土遭受攻擊時會幫助亞美尼亞，并不包括其当时占据的纳卡地区（阿尔察赫）。亞美尼亞—亞塞拜然邊境危機期间，俄军也未参与。

## 文化教育关系

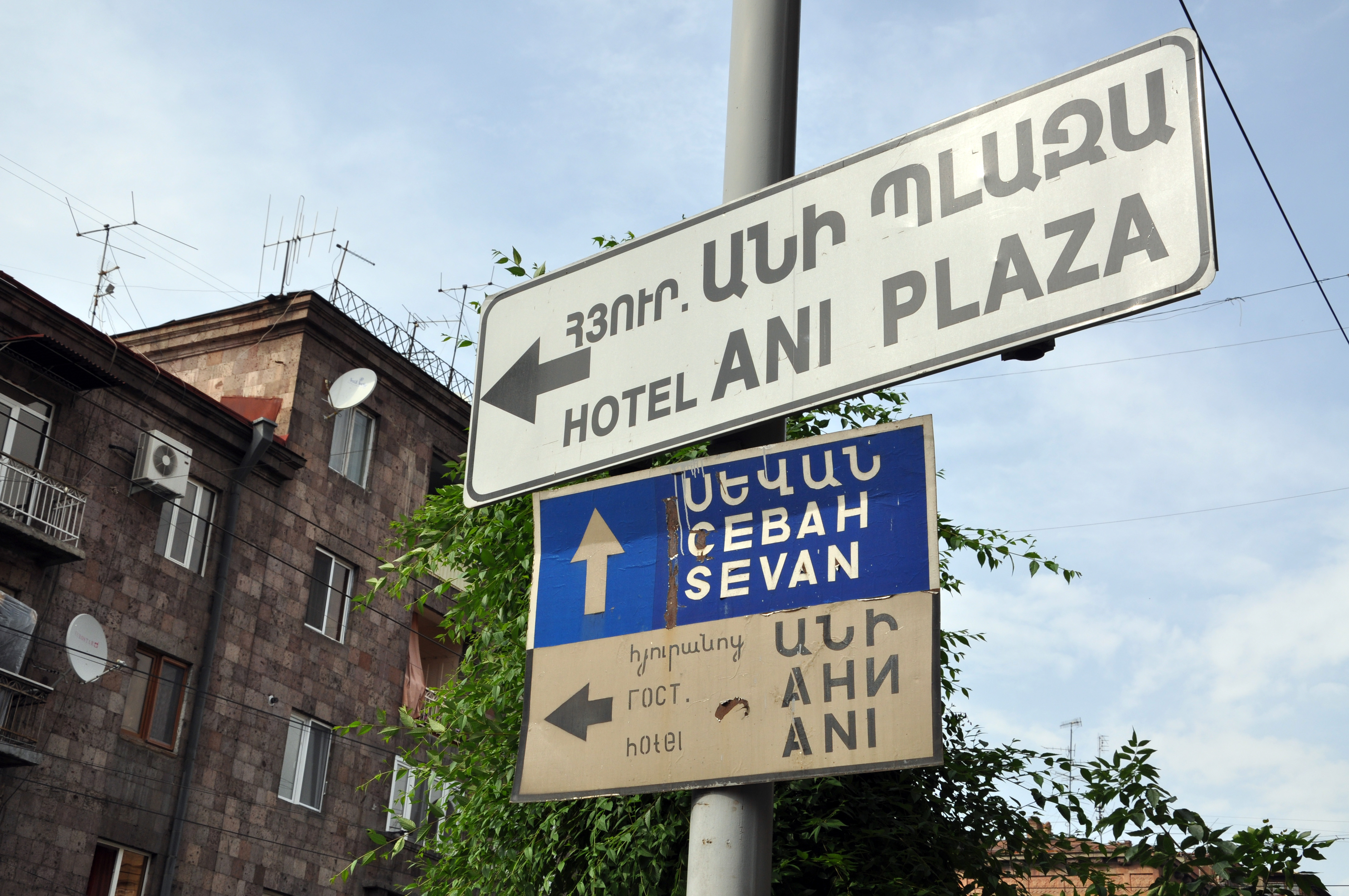
亚美尼亚首都埃里温的路牌同时使用亚美尼亚语、俄语及英语。

亚美尼亚与俄罗斯文教关系紧密，俄語並非亞美尼亞的官方語言，但被亚美尼亚政府承認爲少數族裔語言，並依據《保護少數族群之架構協定》受政府保護。俄语也是亚美尼亚国内最受欢迎、使用人数最多的外语。2012年的调查显示，94%的亚美尼亚人通晓俄语，其中24%的人口俄语水平达到高级，59%的人口达到中等水平。2010年，亚美尼亚政府决定重新建立俄語學校。

## 經貿關係
亚美尼亚向俄罗斯出口水果、蔬菜、饮料和酒精。